# De Wereld van ... Bellewaerde
De Wereld van ... Bellewaerde is een realityreeks van vier afleveringen per seizoen die sinds juni 2014 jaarlijks wordt uitgezonden op VIER. Het is een reeks binnen het programma De Wereld van ..., waarvan het de bedoeling is dat het ook kan worden uitgebreid naar een realityreeks over iets anders.

## Algemeen verloop van een seizoen
De eerste aflevering van een seizoen van De Wereld van ... Bellewaerde gaat steeds over de voorbereidingen in het park als het nog niet geopend is. Het park sluit namelijk elke winter vijf maanden. In deze periode kunnen dan grote onderhouds- en bouwwerkzaamheden plaatsvinden in het park.
In de tweede of derde aflevering gaat het park vervolgens open voor publiek. Voorts wordt in de serie dan gefocust op diverse zaken die verschillen per seizoen.
Ook komen telkens een aantal medewerkers aan bod die hun job laten zien. Meestal zijn dat attractiebedieners, dierenverzorgers of technici. Enkele vaste gezichten zijn attractiebediener Daniël, dierenverzorgster Melissa Nollet en parkdirecteur Stefaan Lemey.

## Seizoen 1
Seizoen 1 werd uitgezonden van 20 juni tot 11 juli 2014.

### Aflevering 1
Het park wordt na de winter opnieuw klaargemaakt voor een nieuw pretparkseizoen. Zo wordt er gefocust op de veiligheidskeuring van attracties, opdat deze het komende seizoen opnieuw zouden mogen draaien. De kijker maakt kennis met Stefaan Lemey, directeur van het park. KidsPark, het kindergedeelte van het park, wordt volledig gerenoveerd. Tijdens de werkzaamheden wordt een bom uit de Eerste Wereldoorlog gevonden, die onschadelijk wordt gemaakt door DOVO. Tot slot gaat dierenarts Melissa Nollet in een ander park kennismaken met Abus, een van de drie Amoerluipaarden die dat seizoen naar Bellewaerde komen.

### Aflevering 2
De eerste bezoekers betreden het park. Dierenarts Melissa Nollet bevindt zich in Zweden bij het tweede Amoerluipaard, Kitan. Zij gaat alvast kennismaken en kijken hoe het dier behandeld en verzorgd moet worden. De chef van de dierenverzorgers, Koen Dedeurwaerder, laat weten dat een van de rothschildgiraffen zwanger is.

### Aflevering 3
Het eerste Amoerluipaard komt aan in het park. Attractiebediener Niels krijgt een opleiding om de leeuwentrein Bengal Express te bedienen. Nachtwaker Jonathan rijdt, zoals iedere nacht, een rondje in het park om te controleren op indringers. Sam Clauw, al van jongs af aan een grote fan van het park, doet een wereldrecordpoging voor het Guinness Book of Records: 50 uur op de Piratenboot zitten.

### Aflevering 4
Attractiebediener Niels mag voor de eerste keer de leeuwentrein bedienen. Dierenarts Melissa Nollet opereert Lipo, een van de kapucijnaapjes, waarbij een stuk van de staart geamputeerd moet worden. Er komt ook een olifantenfluisteraar naar het park en tot slot wordt het verblijf voor de Amoerluipaarden officieel geopend.

## Seizoen 2
Seizoen 2 werd uitgezonden van 5 tot 26 juni 2015.

### Aflevering 1
Bellewaerde wordt opnieuw klaargemaakt voor de start van het nieuwe seizoen. Carl Messiaen, die al zes jaar de stunt- en diveshow van Bellewaerde presenteert, bereidt zich voor op de nieuwe show Gold Rush. Er werd tijdens de winter onder andere een volledig decor gebouwd voor de show en een grote overdekte tribune voor het publiek. Hij ontmoet ook voor het eerst de nieuwe stuntmannen waar hij dit seizoen mee zal samenwerken. Dierenverzorgers Koen Dedeurwaerder en Anne Devos zijn in het International Centre for Birds of Prey, te Gloucester. Daar volgen ze een opleiding om zelf een roofvogeldemonstratie te kunnen geven, een nieuwe show die Bellewaerde dat seizoen vanaf de zomermaanden wil doen.

### Aflevering 2
De laatste voorbereidingswerkzaamheden worden getroffen. De attractie Niagara is qua sturing compleet vernieuwd, enkel de baan is nog hetzelfde. Koen Dedeurwaerder en Anne Devos vervolgen hun opleiding in Engeland. Dierenarts Melissa Nollet moet tijger Christa verdoven voor onderzoek. Later blijkt dat de tijger problemen heeft met haar nieren. De stuntmannen van de nieuwe show beginnen aan hun repetities in het ijskoude water. Het park opent opnieuw de deuren. Attractiebediener Daniel werkt nu een derde seizoen in het park en is in zijn nopjes dat het park opnieuw opent. Hij bedient er de wildwaterbaan Bengal Rapid River.

### Aflevering 3
Het oude Buffalo Steak House, het restaurant onder de lift van River Splash, werd in de winter afgebroken en er staat nu een volledig nieuw restaurant op die plaats: Texas Grill. Alvorens Texas Grill opent, wordt beslist hoe de nieuwe hamburger op het menu eruitziet. Koen Dedeurwaerder en Anne Devos zijn terug in Bellewaerde en proberen de roofvogels over de Bellewaerdevijver te laten vliegen. Attractiebediener Daniel geeft nieuwkomer Joke een opleiding om de Bengal Rapid River te bedienen. Even verderop in het park wordt de stunt- en diveshow Gold Rush voor het eerst opgevoerd voor het publiek.

### Aflevering 4
De medewerkers van Bellewaerde houden een teambuilding met verscheidene proeven in het park. De elektriciens werken aan nieuwe waterontploffingen voor de attractie Bengal Rapid River. Dierenarts Melissa Nollet gaat rothschildgiraffe Kito, die naar Bellewaerde komt, oppikken in een dierentuin in Nederland. Dat verloopt zeer moeizaam. Het nieuwe restaurant Texas Grill opent voor publiek. Tot slot wordt ook de eerste roofvogeldemonstratie voor publiek opgevoerd op de splinternieuwe houten brug over de Bellewaerdevijver.

## Seizoen 3
In 2016 bleef het lange tijd stil rond het programma, hoewel Bellewaerde wel met veel zaken bezig was. Onder andere werd een Jommekesalbum gemaakt dat zich afspeelt in het park, en postte het park zelf een timelapse-video van onderhoud van schommelschip Piratenboot. Dit laatste was voor veel mensen de hint naar een derde seizoen. Dit leek er echter niet aan te komen, aangezien vorige seizoenen steeds startten in juni. Wanneer plots dan toch reclame kwam voor het programma op VIER, dat vanaf vrijdag 17 juli zou worden uitgezonden, bleek het om heruitzendingen te gaan van seizoen 2. Een paar weken later kwam dan uiteindelijk toch nog het nieuws dat er een derde seizoen was opgenomen, dat van start zou gaan na de heruitzendingen van seizoen 2. Seizoen 3 werd zodoende uitgezonden van 15 juli tot 5 augustus 2016.